# کمپینگ ۲
کمپینگ ۲ (انگلیسی: Camping 2) یک فیلم کمدی فرانسوی محصول سال ۲۰۱۰ به کارگردانی فابین انتنینته است. این فیلم دنباله ای بر فیلم کمپینگ محصول ۲۰۰۶ است. سومین قسمت از مجموعه فیلم، کمپینگ ۳، در سال ۲۰۱۶ منتشر شد.